# Ciudad de la Justicia (métro léger de Malaga)
Ciudad de la Justicia est une station de la ligne 1 du métro léger de Malaga. Elle est située dans le district de Teatinos-Universidad, à l'ouest de Malaga.

## Situation sur le réseau
Ciudad de la Justicia est située sur la ligne 1 du métro léger de Malaga, entre les stations Universidad à l'ouest, en direction d'Andalucía Tech, et Portada Alta à l'est, en direction d'Atarazanas. Elle est la première station souterraine de la ligne.
Elle dispose des deux voies de la ligne, qui encadrent un quai central.

## Histoire
La station ouvre au public le 30 juillet 2014, à l'occasion de l'inauguration du réseau du métro léger.

## Services aux voyageurs

### Accès et accueil
La station possède un accès via un édicule équipé d'escaliers mécaniques et jouxté par un ascenseur, situé au numéro 11 du boulevard Louis-Pasteur. Elle est équipée de guichets automatiques pour permettre l'achat des titres de transports et de portillons d'accès automatiques pour rejoindre le quai.

Installations
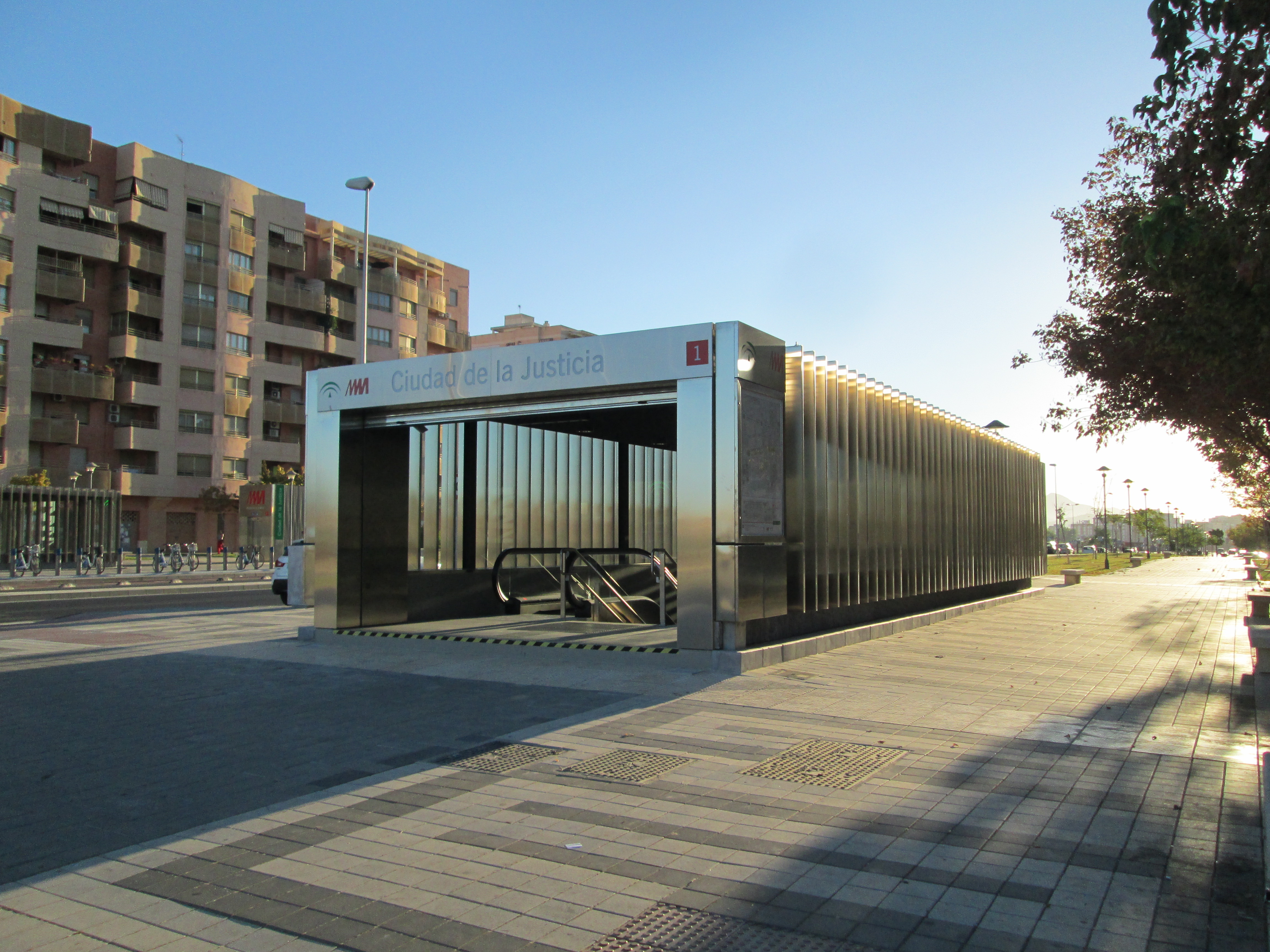
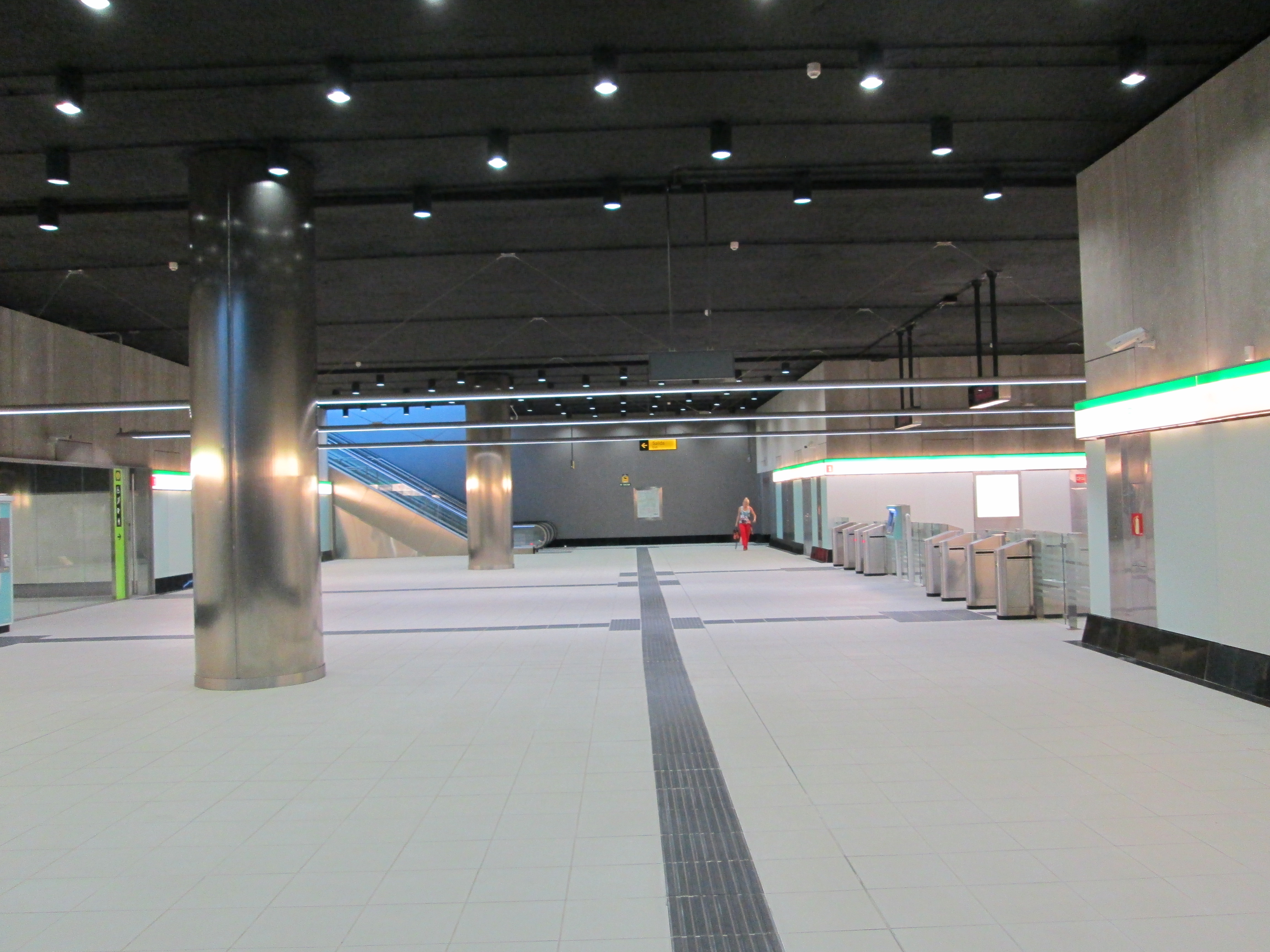
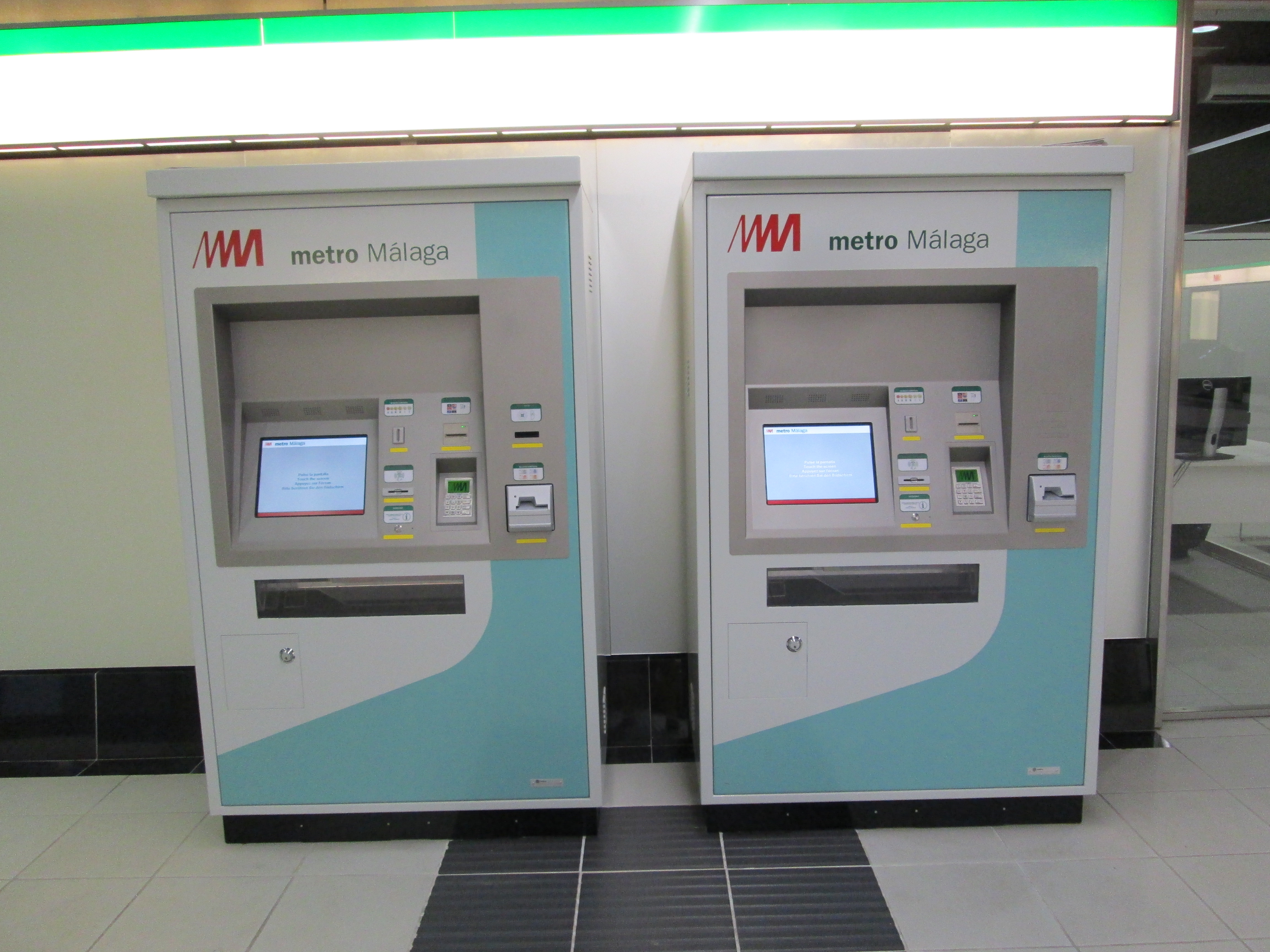

### Desserte
Du lundi au vendredi ainsi que les veilles de jour férié, la première rame passe à 6 h 37 en direction d'Atarazanas et à 6 h 35 en direction d'Andalucía Tech. Du lundi au jeudi, la dernière rame passe à 23 h 8 vers Atarazanas et à 23 h 19 ou 23 h 25 selon la période de l'année vers Andalucía Tech. Les vendredi et veilles de jour férié, la dernière rame passe à 1 h 38 en direction d'Atarazanas et à 1 h 52 en direction d'Andalucía Tech.
Du samedi au dimanche et les jours fériés, la première rame passe à 7 h 7 en direction d'Atarazanas et à 7 h 0 en direction d'Andalucía Tech. Le samedi, la dernière rame passe à 1 h 38 vers Atarazanas et à 1 h 50 selon la période de l'année vers Andalucía Tech. Les dimanche et jours fériés, la dernière rame passe à 23 h 8 en direction d'Atarazanas et à 23 h 20 en direction d'Andalucía Tech.

Installations
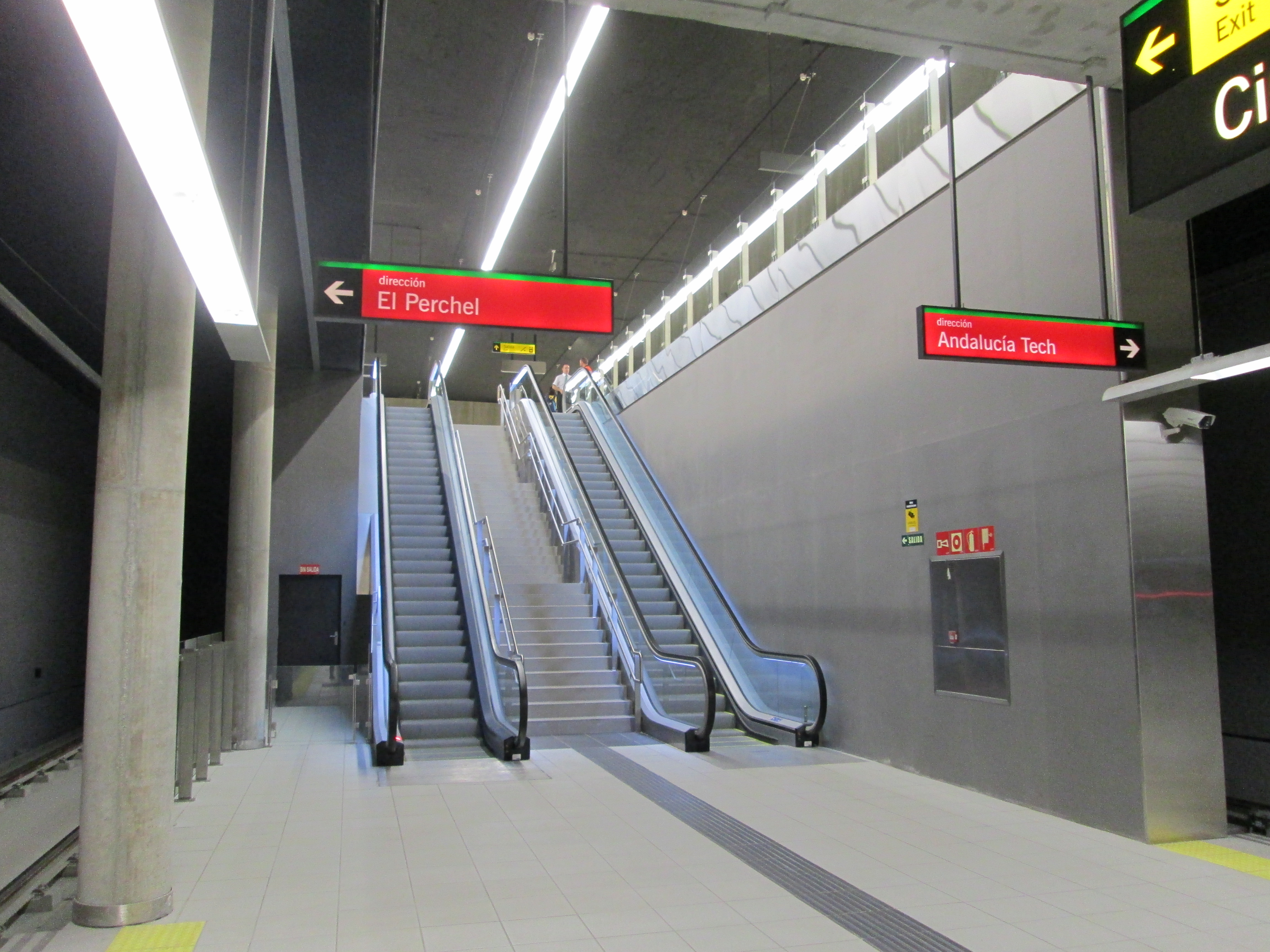
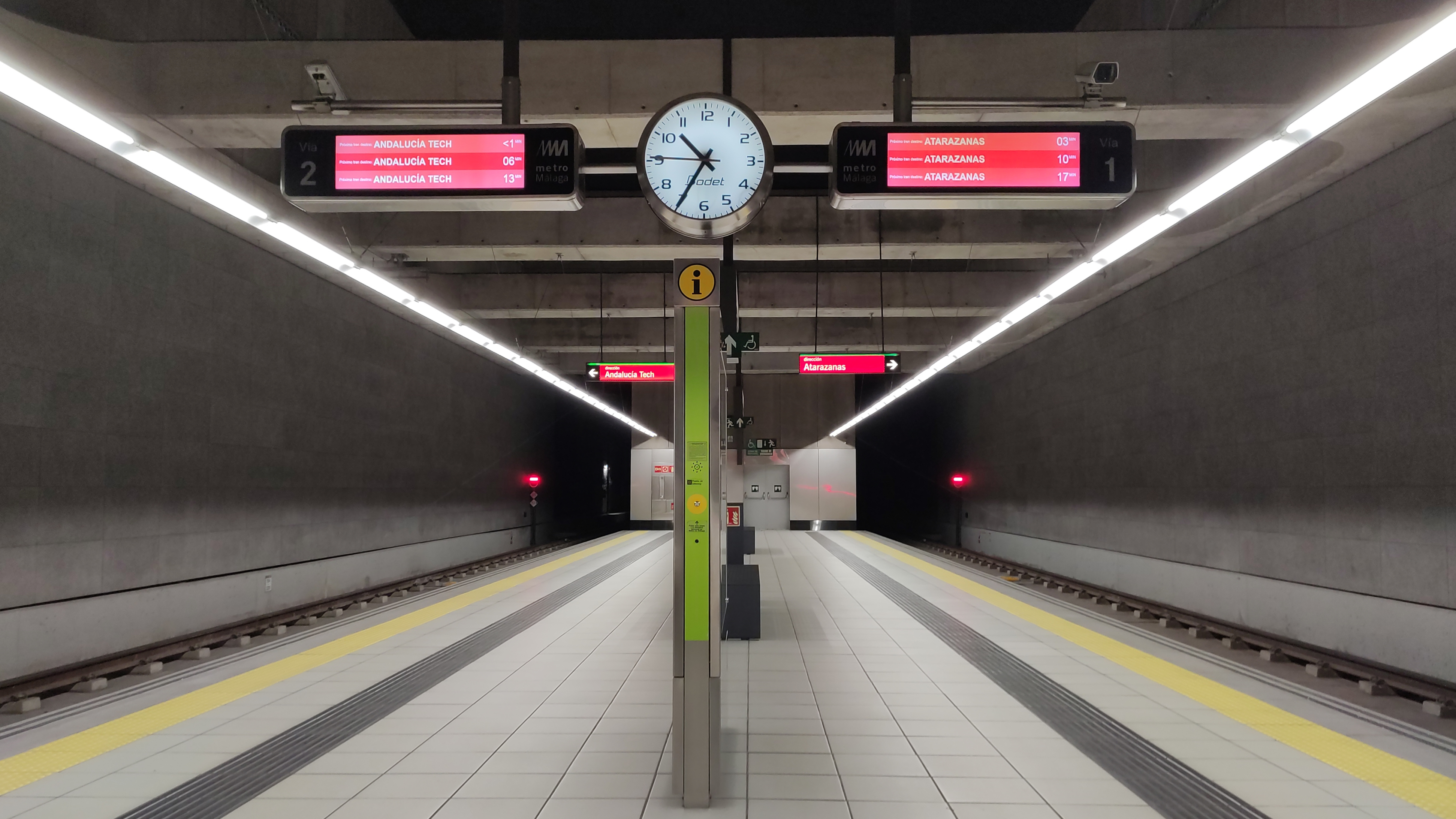
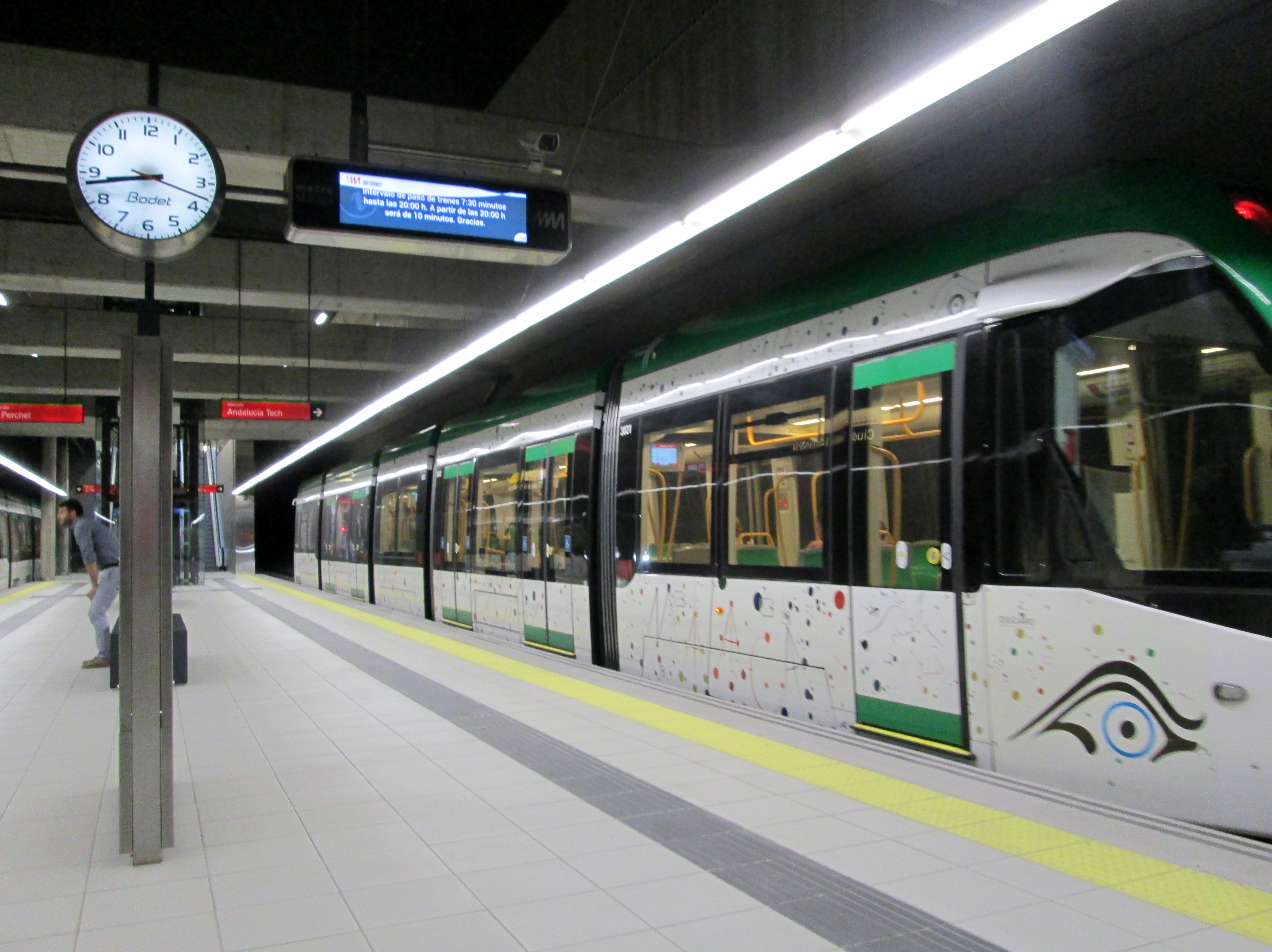

### Intermodalité
La station est en connexion avec les arrêts Louis Pasteur – Manuel Domínguez des lignes 11, 18 et 22 et Gregorio Prieto - Pasteur de la ligne 4 des bus urbains de Malaga.

## À proximité
La station se situe à proximité du palais de justice.